# Championnat du Honduras de football 1981
Navigation
Saison précédente Saison suivante
La LINAFUT 1981 est la seizième édition de la première division hondurienne.
Lors de ce tournoi, le Real España a tenté de conserver son titre de champion du Honduras face aux dix meilleurs clubs honduriens.
Chacun des onze clubs participant était confronté trois fois aux dix autres équipes. Puis les cinq meilleures se sont affrontées lors d'une phase finale à la fin de la saison.
Seulement une place était qualificative pour la Coupe des champions de la CONCACAF et quatre pour la Coupe de la Fraternité.

## Les 11 clubs participants
Ce tableau présente les onze équipes qualifiées pour disputer le championnat 1981. On y trouve le nom des clubs, le nom des stades dans lesquels ils évoluent ainsi que la capacité et la localisation de ces derniers.
| \| Tegucigalpa: Atlético Morazán CD Motagua CD Olimpia Pumas UNAH Tegucigalpa Deportivo Broncos Independiente Villela CD Marathon Real España CD Platense CD Victoria CD Vida \| Localisation des clubs engagés dans le championnat. |
| Tegucigalpa: Atlético Morazán CD Motagua CD Olimpia Pumas UNAH Tegucigalpa Deportivo Broncos Independiente Villela CD Marathon Real España CD Platense CD Victoria CD Vida                                                           |

| Club                  | Stade                        | Capacité          | Ville          |
| Atlético Morazán      | Stade inconnu                | Capacité inconnue | Tegucigalpa    |
| Deportivo Broncos     | Stade Fausto Flores Lagos    | 5 000             | Choluteca      |
| Independiente Villela | Stade Humberto Micheletti    | 5 000             | El Progreso    |
| CD Marathon           | Stade Yankel Rosenthal       | 15 000            | San Pedro Sula |
| CD Motagua            | Stade Tiburcio Carias Andino | 35 000            | Tegucigalpa    |
| CD Olimpia            | Stade Tiburcio Carias Andino | 35 000            | Tegucigalpa    |
| CD Platense           | Stade Excelsior              | 10 000            | Puerto Cortés  |
| Real España           | Stade Francisco Morazán      | 20 000            | San Pedro Sula |
| Pumas UNAH            | Stade Tiburcio Carias Andino | 35 000            | Tegucigalpa    |
| CD Victoria           | Stade Nilmo Edwards          | 25 000            | La Ceiba       |
| CD Vida               | Stade Nilmo Edwards          | 25 000            | La Ceiba       |

## Compétition
La compétition se déroule en deux phases.
Dans un premier temps, l'ensemble des équipes s'affrontent à trois reprises dans une phase régulière qui compte 30 journées.
Dans un second temps, les cinq premiers participent à la phase pentagonale où chaque club affronte deux fois les quatre autres.
Enfin, si le leader de la phase régulière et le vainqueur de la phase pentagonale sont différents, les deux équipes s'affrontent lors d'une finale pour désigner le champion de la saison.

### Phase régulière
Lors de la phase régulière les onze équipes affrontent à trois reprises les dix autres équipes selon un calendrier tiré aléatoirement.
Le classement est établi sur l'ancien barème de points (victoire à 2 points, match nul à 1, défaite à 0).
Le départage final se fait selon les critères suivants :
- Le nombre de points.
- Un match de barrage en cas de qualification en jeu.

| Rang | Équipe                    | Pts | J  | G  | N  | P  | Bp | Bc | Diff |
| ---- | ------------------------- | --- | -- | -- | -- | -- | -- | -- | ---- |
| 1    | Atlético Morazán          | 39  | 30 | 14 | 11 | 5  | 39 | 28 | +11  |
| 2    | CD Motagua                | 38  | 30 | 15 | 8  | 7  | 35 | 25 | +10  |
| 3    | CD Vida                   | 38  | 30 | 14 | 10 | 6  | 32 | 26 | +6   |
| 4    | CD Marathon               | 33  | 30 | 10 | 13 | 7  | 41 | 31 | +10  |
| 5    | Deportivo Broncos         | 32  | 30 | 13 | 6  | 11 | 36 | 32 | +4   |
| 6    | Real España (T)           | 31  | 30 | 10 | 11 | 9  | 38 | 36 | +2   |
| 7    | CD Olimpia                | 27  | 30 | 9  | 9  | 12 | 32 | 35 | -3   |
| 8    | CD Victoria               | 26  | 30 | 8  | 10 | 12 | 33 | 43 | -10  |
| 9    | Independiente Villela (P) | 25  | 30 | 6  | 13 | 11 | 34 | 41 | -7   |
| 10   | Pumas UNAH                | 23  | 30 | 6  | 11 | 13 | 21 | 26 | -5   |
| 11   | CD Platense               | 18  | 30 | 4  | 10 | 16 | 26 | 44 | -18  |

| Légende : Qualifications et relégations | Légende : Qualifications et relégations                                                                           |
| --------------------------------------- | --- |
|                                         | Coupe des champions de la CONCACAF 1982 (1er Tour de qualification) Copa Fraternidad 1982 (en) (Quarts de finale) |
|                                         | Copa Fraternidad 1982 (en) (Quarts de finale)                                                                     |
|                                         | Relégué en Liga Nacional de Ascenso                                                                               |
|                                         | En gras: Qualifié pour la phase pentagonale (T) : Tenant du titre (P) : Promu de la saison 1980                   |

### La Phase Pentagonale
Le classement est établi sur l'ancien barème de points (victoire à 2 points, match nul à 1, défaite à 0).
Le départage final se fait selon les critères suivants :
- Le nombre de points.
- Un match de barrage en cas de qualification en jeu.

| Rang | Équipe            | Pts | J | G | N | P | Bp | Bc | Diff |
| ---- | ----------------- | --- | - | - | - | - | -- | -- | ---- |
| 1    | CD Vida           | 11  | 8 | 3 | 5 | 0 | 11 | 7  | +4   |
| 2    | CD Motagua        | 11  | 8 | 4 | 3 | 1 | 14 | 7  | +7   |
| 3    | CD Marathon       | 9   | 8 | 2 | 5 | 1 | 5  | 5  | 0    |
| 4    | Deportivo Broncos | 6   | 8 | 0 | 6 | 2 | 0  | 1  | -1   |
| 5    | Atlético Morazán  | 3   | 8 | 0 | 3 | 5 | 2  | 12 | -10  |

### Finale
| Match aller     | Atlético Morazán | 1:3 | CD Vida                                        | Stade inconnu |  |
| 25 octobre 1981 | Moisés Velásquez |     | Martín Lacayo · Enrique Mendoza · Jesús Carías |               |  |

| Match retour    | CD Vida                    | 1:0   | Atlético Morazán | Stade Nilmo Edwards |  |
| 28 octobre 1981 | Enrique Mendoza 67e (pen.) | (0:0) |                  |                     |  |

## Bilan du tournoi
| Tableau d'Honneur                   |           |
| Compétition                         | Vainqueur |
| Liga Nacional de Fútbol de Honduras | CD Vida   |

| Qualifications continentales 1982-1983 |                                                  |
| Coupe des champions de la CONCACAF     | Qualifiés                                        |
| 1er tour de qualification              | CD Vida                                          |
| Coupe de la Fraternité                 | Qualifiés                                        |
| Quarts de finale (en)                  | CD Vida Atlético Morazán CD Marathon Real España |

| Promotions et relégations           |                        |
| Relégué en Liga Nacional de Ascenso | Pumas UNAH CD Platense |
| Promu de Liga Nacional de Ascenso   | CD Dandy               |